# Les Chick'n Swell
Les Chick'n Swell est un groupe d'humoristes québécois formé en 1990 à Victoriaville. Le 26 janvier 2014, le groupe annonce qu'il se sépare, chaque membre ayant des projets personnels. Le groupe était composé de Daniel Grenier, Francis Cloutier et Ghyslain Dufresne. Les Chick'n Swell se sont fait connaître par leur émission d'humour hebdomadaire diffusée durant trois étés consécutifs à la télévision de Radio-Canada, de 2001 à 2003, à l'époque où le groupe était composé de Daniel Grenier, Francis Cloutier et Simon-Olivier Fecteau. Leur humour se voulait absurde, décalé et surréaliste.

## Débuts
Leur premier véritable spectacle sous le nom Chick'n Swell s'est déroulé à la Polyvalente le Boisé de Victoriaville, le 6 juin 1990. Le spectacle avait pour but d'amasser des fonds pour se payer une limousine et aller à leur bal des finissants. Le groupe original était formé de 4 membres : Francis Cloutier, Daniel Grenier, Robin Aubert et Marc Perreault. Simon-Olivier Fecteau, lui aussi originaire de Victoriaville, étudiait à la même école secondaire, mais ne se joint au groupe que plus tard.
En 1994, Francis Cloutier et Daniel Grenier entrent à l'École nationale de l'humour et en ressortent en 1995 avec un diplôme en main.
C'est en 1997 que Francis Cloutier et Daniel Grenier font la rencontre de Ghyslain Dufresne. Ils participent tous les trois au spectacle des auteurs de l'École nationale de l'humour (cuvée 1997) en tant que comédiens. L'expérience se déroule si bien que Francis et Daniel invitent Ghyslain à se joindre à eux; s'ensuit une multitude de spectacles à travers les soirées d'humour dans les bars du Québec.
Les Chick'n Swell lancent leur premier spectacle sous la bannière du festival Juste pour rire en 1999. Intitulé Aux frontières de l'absurde, ce spectacle est mis en scène par Stéphane E. Roy, ex-membre des Bizarroïdes.

## Télévision

### Les Chick'n Swell
De 2001 à 2003, ils écrivent, réalisent et jouent dans une émission à sketchs qui porte leur nom et qui est présentée à la télévision de Radio-Canada. 
Le succès de l'émission reposait sur le caractère minimaliste de sketches à petit budget. Lors de la première année, certains tournages avaient lieu dans l'appartement que partageaient Fecteau et Cloutier, jusqu'à ce que les plaintes des autres locataires (comme on peut le voir dans les extras du DVD de la première saison) forcent le groupe à opter pour d'autres lieux de tournage, en grande partie à Victoriaville.
Assumant parfaitement son manque de moyens, le trio réutilisait constamment les mêmes costumes, masques ou perruques d'un sketch à l'autre et allaient jusqu'à incarner plusieurs personnages dans la même séquence. Lors des trois saisons, les Chick'N Swell faisaient également intervenir plusieurs personnages récurrents, tels que le présentateur de nouvelles James McGregor, le reporter Brett Thibo, le docteur Neitchskrimfraûwnmoya, le travesti Rogère, le personnage de dessin animé Potomax, le rockeur Jimmy Blux, Goldoche, le démon Jules, le gars d'hydro, ainsi que Super Oiseau. Enfin, certains invités spéciaux, tels que Mara Tremblay, Ghyslain Dufresne, Charles Gaudreau, Roxane St-Gelais, Mario Saint-Amand, Julie Le Breton, Cathy Gauthier, Annie Dufresne, Dominic Paquet et même Guy A. Lepage ont fait quelques apparitions dans le cadre de l'émission.
Le fait que la série fut diffusée en été n'a pas permis aux Chick'n Swell de rejoindre un grand public, mais leur émission a malgré tout attiré de nombreux fans. Après la fin de la série, des fans ont entrepris de faire des « pèlerinages » dans cette ville du Centre-du-Québec pour visiter les lieux de tournages, un périple qui se terminait souvent par une poutine « Chick'n Swell » de l'ancien restaurant Den-Lou.
Depuis 2006, les trois saisons de la série sont offertes en coffrets DVD.

### Une année Chick'n Swell
À la fin 2007, les Chick'n Swell (composés de Grenier, Cloutier et Ghyslain Dufresne) ont préparé une émission spéciale de fin d'année destinée à être diffusée le 30 décembre à Super Écran. Intitulée Une année Chick'n Swell, l'émission ne se veut pas être une traditionnelle revue de l'année qui se termine, mais plutôt une revue surréaliste de l'année à venir.

### Le Gala Les Olivier
Après avoir fait une présentation remarquée dans le Gala Les Olivier 2008 animé par Martin Petit (ils remettent un prix, suspendus par les pieds), les Chick'n Swell sont demandés pour animer le Gala Les Olivier 2009. Il s'agit de leur première "vraie" animation. Le trio s'en tire très bien. Comme le veut la tradition, ils animent aussi le Gala 2010. Ce Gala attire un peu moins de spectateurs puisqu'il est diffusé en même temps qu'un match des Canadiens pendant les séries. Ils animent avec brio une 3e année de suite le Gala des Oliviers (2011).

### Participation au Bye bye 2019
Pour la revue annuelle humoristique Bye bye 2019 de Radio-Canada, le groupe s'est réuni pour produire un segment sur "Les inondations de Sainte-Marthe-sur-le-Lac". Le sketch était un plan séquence hautement technique d'une durée de 3:20 minutes dont la production a été expliquée dans l'émission Les Coulisses du Bye bye.

## Scène
En 2006, Les Chick'n Swell remontent sur scène pour présenter une série de spectacles (le premier depuis qu'ils ont quitté les ondes). Remportant un certain succès, le groupe a enregistré un dvd de son spectacle lors de la représentation du 26 août 2008 à Laval.
La tournée du spectacle éponyme se termine à Alma le 20 mars 2009.

## Disque
À l'automne 2005, Les Chick'n Swell ont lancé un disque de sketchs et de chansons titré Victo Power, réunissant certains extraits produits lorsqu'ils animaient une émission de radio à CKOI-FM. L'album a remporté le prix d'album de l'année, catégorie humour, au gala des Olivier et au gala de l'ADISQ en 2006.
Au mois de mai 2010 les Chick'n Swell récidivent et sortent leur deuxième album intitulé Victo Racing. Cet album est composé de 17 chansons.

## Projets futurs
(décembre 2014).
En entrevue à La Presse en décembre 2007, Daniel Grenier affirmait que le groupe travaillait sur un scénario de film et sur un nouveau projet de série télévisée.
Une minisérie télévisée verra le jour à Radio-Canada à la saison d'automne 2012. C'est en quatre émissions d'une heure que "Chick'N Friends" transportera des invités dans l'univers du groupe.

## Projets parallèles
- Daniel Grenier est aussi auteur-compositeur-interprète.
- Avant de se joindre aux Chick'n Swell, Ghyslain Dufresne a fait partie du duo humoristique Crampe en Masse.
- Simon-Olivier Fecteau est un cinéaste qui a réalisé en 2007 le long-métrage Bluff, salué par la critique. À la télévision, il a coréalisé le Bye Bye de Rock et Belles Oreilles en 2006 et 2007 ainsi que celui de 2016 et 2017. En 2010, il réalise pour la webtélé Tou.tv une série de courts-métrages intitulée En audition avec Simon. En 2014 et 2015, il réalise avec Sugar Sammy la série télévisée Ces Gars là présenté à V dans laquelle les deux auteurs interprètent également les personnages principaux.

## Prix et distinctions
- Prix « Coup de cœur » du Festival Juste Pour Rire en 1996[7].
- Prix Gémeaux — Émission humour de l'année en 2004, pour Les Chick'n Swell.
- Prix Olivier — Album humour de l'année en 2006, pour Victo Power.
- Prix Félix — Album humour de l'année en 2006, pour Victo Power.
- Prix Olivier — Metteurs en scène de l'année en 2007.
- Prix Olivier — Jeu et performance de l'année en 2007.
- Prix Félix — Gagnant du Félix spectacle humour de l'année en 2007.

## Vidéographie
- DVD : Chick'n Swell - Saison 1 (2004).
- DVD : Chick'n Swell - Saison 2 (2005).
- DVD : Chick'n Swell - Saison 3 (2006).
- DVD : Les Chick'n Swell en spectacle (2008).

## Discographie
- Victo Power (La Tribu, 2005).
- Victo Racing (La Tribu, 2010).